# Daviesia obtusifolia
Daviesia obtusifolia är en ärtväxtart som beskrevs av Ferdinand von Mueller. Daviesia obtusifolia ingår i släktet Daviesia, och familjen ärtväxter. Inga underarter finns listade i Catalogue of Life.